# Kom, huldaste förbarmare
Kom, huldaste förbarmare är en psalm av Anders Carl Rutström, skriven år 1754. Melodin är en tysk folkvisa från Wittenberg 1533, Din spira, Jesus, sträckes ut. Har tidigare ofta använts som inledningssång vid gudstjänster, inte minst för att den är så kort, endast två 7-radiga verser.! Som så ofta hos denne författare är texten full av mer eller mindre bibliskt bildspråk, och här liknas gudstjänsten vid en betesplats för den gode Herdens får. Predikanten Emil Gustafson valde bibelcitatet Jag är dörren för fåren Johannesevangeliet 10. att inrama denna text med i sin psalmbok Hjärtesånger.

## Publicerad i
- Sions Nya Sånger som nr 50 (5:e upplagan, 1863)
- Stockholms söndagsskolförenings sångbok 1882 som nr 3 under rubriken "Samlingssånger" med två verser.
- Sionstoner 1889 som nr 4 under rubriken  "Inledningssånger".
- Herde-Rösten 1892 som nr 191 under rubriken "Bön"
- Nya Pilgrimssånger 1892 som nr 414 under rubriken "Före och efter ordets predikan".
- Hemlandssånger 1891 som nr 152 under rubriken "Kyrkan".
- Hjärtesånger 1895 som nr 186 under rubriken "Vid bönestunder".
- Svensk söndagsskolsångbok 1908 nr 97 under rubriken "Samlingssånger".
- Lilla Psalmisten 1909 som nr 124 under rubriken "Bönesånger".
- Svenska Missionsförbundets sångbok 1920 som nr 530 under rubriken "Ordets predikan".
- Svenska Frälsningsarméns sångbok 1922 som nr 8 under rubriken "Inledningssånger och psalmer".
- Kyrklig sång 1928 nr 30.
- Sionstoner 1935 som nr 4 under rubriken "Inledning och bön"
- Guds lov 1935 som nr 384 under rubriken "Före och efter predikan"
- Sions Sånger 1951 nr 116.
- Sions Sånger 1981 som nr 105 under rubriken "Guds nåd i Kristus".
- Lova Herren 1988 som nr 259 under rubriken "Gemenskap i bön och Ordets betraktande".
- Psalmer och Sånger 1987 som nr 442 under rubriken "Kyrkan och nådemedlen - Helg och gudstjänst".[2]
- Segertoner 1988 som nr 410 under rubriken "Den kristna gemenskapen - Gudstjänsten".[1]